# Stati e territori dell'India per indice di sviluppo umano

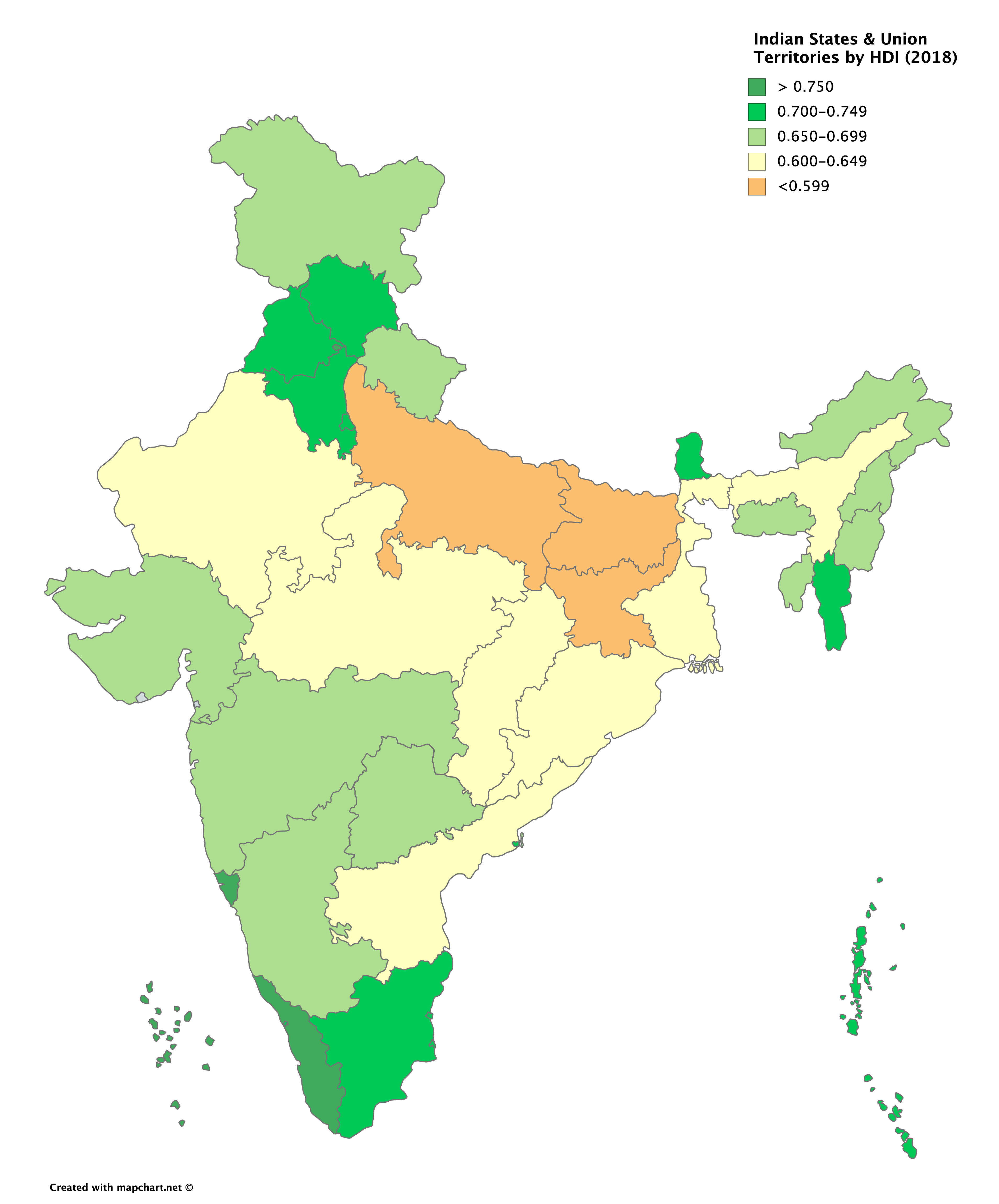
Stati federati e territori dell'India per indice di sviluppo umano 2018

Questa è una lista degli stati federati e territori dell'India per indice di sviluppo umano 2018.
| Posizione                | Stati                | HDI (2018) | Comparabile con           |
| ------------------------ | -------------------- | ---------- | ------------------------- |
| High human development   |                      |            |                           |
| 1                        | Kerala               | 0.784      | Georgia                   |
| 2                        | Chandigarh           | 0.775      | Antigua e Barbuda         |
| 3                        | Goa                  | 0.761      | Brasile                   |
| 4                        | Lakshadweep          | 0.750      | Ucraina                   |
| 5                        | Delhi                | 0.746      | Rep. Dominicana           |
| 6                        | Andamane e Nicobare  | 0.739      | Tunisia                   |
| 7                        | Puducherry           | 0.738      | Tunisia                   |
| 8                        | Himachal Pradesh     | 0.725      | Saint Vincent e Grenadine |
| 9                        | Punjab               | 0.723      | Giordania                 |
| 10                       | Sikkim               | 0.716      | Maldive                   |
| 11                       | Daman e Diu          | 0.708      | Libia                     |
| 11                       | Haryana              | 0.708      | Libia                     |
| 11                       | Tamil Nadu           | 0.708      | Libia                     |
| 14                       | Mizoram              | 0.705      | Indonesia                 |
| Medium human development |                      |            |                           |
| 15                       | Maharashtra          | 0.696      | Egitto                    |
| 15                       | Manipur              | 0.696      | Egitto                    |
| 17                       | Jammu e Kashmir      | 0.688      | Vietnam                   |
| 18                       | Uttarakhand          | 0.684      | Vietnam                   |
| 19                       | Karnataka            | 0.682      | Vietnam                   |
| 20                       | Nagaland             | 0.679      | Marocco                   |
| 21                       | Gujarat              | 0.672      | Kirghizistan              |
| 22                       | Telangana            | 0.669      | Guyana                    |
| 23                       | Dadra e Nagar Haveli | 0.663      | El Salvador               |
| 24                       | Tripura              | 0.663      | El Salvador               |
| 25                       | Arunachal Pradesh    | 0.660      | Tagikistan                |
| 26                       | Meghalaya            | 0.656      | Tagikistan                |
| 27                       | Andhra Pradesh       | 0.650      | Capo Verde                |
| –                        | India (media)        | 0.647      | Nicaragua                 |
| 28                       | Bengala Occidentale  | 0.641      | Namibia                   |
| 29                       | Rajasthan            | 0.629      | Timor Est                 |
| 30                       | Assam                | 0.614      | Bangladesh                |
| 31                       | Chhattisgarh         | 0.613      | Micronesia                |
| 32                       | Odisha               | 0.606      | São Tomé e Príncipe       |
| 33                       | Madhya Pradesh       | 0.606      | São Tomé e Príncipe       |
| 34                       | Jharkhand            | 0.599      | Laos                      |
| 35                       | Uttar Pradesh        | 0.596      | Ghana                     |
| 36                       | Bihar                | 0.576      | Angola                    |